# Хицакер (Елбе)
Хицакер (њем. Hitzacker) град је у њемачкој савезној држави Доња Саксонија. Једно је од 27 општинских средишта округа Лихов-Даненберг. Према процјени из 2010. у граду је живјело 4.956 становника. Посједује регионалну шифру (AGS) 3354009.

## Географски и демографски подаци
Хицакер се налази у савезној држави Доња Саксонија у округу Лихов-Даненберг. Град се налази на надморској висини од 12 метара. Површина општине износи 58,4 km². У самом граду је, према процјени из 2010. године, живјело 4.956 становника. Просјечна густина становништва износи 85 становника/km².

## Међународна сарадња
| Мјесто | Држава    | Врста сарадње | Од    |
| ------ | --------- | ------------- | ----- |
| Виш    | Холандија | партнерство   | 1971. |
|        | Чешка     | контакт       | 1990. |
| Извор  |           |               |       |